# Самоа на Светском првенству у атлетици на отвореном 1983.
Самоа је учествовала на 1. Светском првенству у атлетици на отвореном 1983. одржаном у Хелсинкију, Финска од 7. до 14. августа. Репрезентацију Самое представљао је један атлетичар који се такмичио у две дисциплине.
На овом првенствуСамоа није освојила ниједну медаљу, а њен представник Џозеф Леота је оборио личне рекорде у обе дисциплине.

## Учесници
Мушкарци:
- Џозеф Леота — 100 м и 200 м

## Резултати

### Мушкарци
| Атлетичар   | Дисциплина | Лични рекорд | Група    | Група   | Четвртфинале         | Четвртфинале         | Полуфинале           | Полуфинале           | Финале               | Финале        | Детаљи |
| Атлетичар   | Дисциплина | Лични рекорд | Резултат | Место   | Резултат             | Место                | Резултат             | Место                | Резултат             | Место         | Детаљи |
| ----------- | ---------- | ------------ | -------- | ------- | -------------------- | -------------------- | -------------------- | -------------------- | -------------------- | ------------- | ------ |
| Џозеф Леота | 100 м      |              | 10,92 ЛР | 5. гр 5 | Није се квалификовао | Није се квалификовао | Није се квалификовао | Није се квалификовао | Није се квалификовао | =50 / 65 (67) |        |
| Џозеф Леота | 200 м      |              | 22.33 ЛР | 5. гр 3 | Није се квалификовао | Није се квалификовао | Није се квалификовао | Није се квалификовао | Није се квалификовао | =41 / 52 (57) |        |